# Bobby Molloy
Robert Molloy (9 juillet 1936 - 2 octobre 2016) est un homme politique irlandais qui est ministre d'État chargé du logement et de la rénovation urbaine et ministre d'État auprès du gouvernement de 1997 à 2002, ministre de l'Énergie de 1989 à 1992, ministre de la Défense de 1977 à 1979, ministre du Gouvernement local de 1970 à 1973, secrétaire parlementaire du ministre de l'Éducation de 1969 à 1970 et maire de Galway de 1968 à 1969. Il est Teachta Dála (TD) pour la circonscription de Galway West de 1965 à 2002.

## Biographie
Robert Molloy est né à Galway et fait ses études au Coláiste Iognáid et à l'University College de Galway. Molloy est élu pour la première fois au Dáil Éireann en tant que député du Fianna Fáil pour la circonscription de Galway West aux élections générales de 1965. En 1968, il est également élu maire de Galway. L'année suivante, il est nommé au Cabinet comme secrétaire parlementaire du ministre de l'Éducation. De 1970 à 1973, il est ministre du Gouvernement local. Lorsque le Fianna Fáil revient au pouvoir en 1977, il devient ministre de la Défense dans le dernier gouvernement de Jack Lynch.
En 1979, Molloy soutient George Colley dans la course à la direction du Fianna Fáil. Cependant, Charles Haughey l'emporte finalement. Après cela, Molloy est exclu du Cabinet, devenant membre du Gang des 22 qui s'oppose à la direction du parti par Haughey. En 1986, Molloy démissionne du Fianna Fáil et a rejoint le nouveau Parti démocrate progressiste. En 1989, le parti entre en coalition avec le Fianna Fáil, Molloy devenant ministre de l'Énergie. La même année, il se présente aux élections du Parlement européen, mais sans succès. Il se présente de nouveau aux élections du Parlement européen en 1994, mais encore sans succès. Après les élections générales de 1997, Molloy contribue aux négociations pour la formation du gouvernement de coalition entre les Démocrates progressistes et le Fianna Fáil. A cette occasion, il devient ministre d'État au ministère de l'Environnement.
Molloy prend sa retraite de la politique juste avant les élections générales de 2002 au milieu d'une controverse concernant les lettres de circonscription intervenant dans l'affaire de viol de Barbara Naughton.